# بریتنی اسپیرز: داخل محدوده
بریتنی اسپیرز: داخل محدوده (به انگلیسی: Britney Spears: In the Zone) پنجمین آلبوم ویدئویی و نخستین آلبوم چندآهنگه (ای‌پی) از خواننده آمریکایی بریتنی اسپیرز است. این آلبوم ویدئویی در ۲۴ فوریه ۲۰۰۴ توسط جایو رکوردز منتشر شد.